# 이성순
이성순(李聖淳, 1916년 2월 29일~1983년 1월 25일)은 시라소니라는 별칭으로 불린 대한민국의 협객이다. 해방 정국에서 서북청년단 감찰부장을 맡았고 독립운동가 신익희의 경호실장을 맡았다. 만화가 방학기가 쓴 만화책으로 다수 일화가 소개되었다.

## 생애
1916년 평안북도 신의주에서 부농의 둘째 아들로 태어났다. 가계가 기울자 17세부터 신의주와 만주 사이를 오가는 기차에서 밀수로 생계를 유지했다.
해방 이후 남한에서 남북청년단감찰부장직, 한국 전쟁 당시 북파공작원으로 활동하였고 전후 선거 운동에 참여하였다. 1953년 동대문파 이정재에게 동대문 점포 양도를 요구하다가 동대문상인연합회에 린치당하여 중상해를 입었고, 이정재의 재종제이자 부하인 이석재에게 한 번 더 폭행당했다. 이후 개신교로 귀의하여 5·16 군사정변 때 중부경찰서로 연행되었으나 교인들의 탄원으로 석방되었다. 시라소니는 옛 부하(서북청년단)들을 교화시키는 생활을 하며 딸과 친척의 도움으로 단칸 셋방에서 지냈다. 1983년 1월 25일 서울특별시 성동구 군자동 자택에서 사망하였으며 27일 오전 11시 발인되었다.

### 그의 행적의 의문점
이성순은 한국 전쟁에서 미군이 한국에 창설했던 켈로부대 요원으로 참전하였다고 하며 조봉암, 신익희, 장면의 경호를 맡았다고 한다. 그러나 국가기록원에서는 이성순이 활동했다는 자료는 확인이 되지 않는다고 하며 국사편찬위원회에서 또한 자료는 확인되지 않는다며 "현재로서는 위 언론보도(이성순의 사망기사) 이외에는 해당 사실을 확인해 줄 수 있는 기록을 찾기는 어려운 것 같습니다. 추후 연구자들의 본격적인 연구를 기다려야 할 것 같습니다."라고 말했다. 또한, 5·16 군사 정변 이후 시라소니 린치 사건에 대해 거짓 진술했다고 알려지기도 했으나 확인은 되지 않는다.

## 대중문화 속의 이성순(시라소니)
- 이대근 - 1979년 시라소니(영화), 1980년 협객 시라소니(영화)
- 신우철 - 1981년 김두한형 시라소니형(영화), 1993 대명(영화)
- 박건식 - 1989년 무풍지대(KBS 드라마)
- 김종민 - 1992년 시라소니(영화)
- 차룡 - 1999년 왕초(MBC 드라마)
- 조상구 - 2003년 야인시대(SBS 드라마)
- 김현중 - 2014년 감격시대: 투신의 탄생(KBS 드라마)

## 참고 사항
- 원래 2008년 6월 KBS 2TV 월화 미니시리즈로 기획되어 방영될 예정('시라소니')이었으나 캐스팅을 비롯한 제작건을 둘러싸고 방송사와 제작사 사이에서 마찰을 빚어 편성이 무산되었으며[12] 당시에는 이성재가 남자 주인공이었지만 결국  MBC 대한민국 변호사로 가버렸다.[13]
- 우여곡절 끝에 임호가 남자 주인공으로 낙점되었으며[14] 뒷날 KBS 2TV 수목 미니시리즈로 편성될 계획이었으나 역시 무산되었고 당시 <시라소니> 자리에는 전설의 고향이 대신했다.

## 가계
- 부친: 이기정(1878~1943) (향년 65세)[15]
- 모친: ?
  - 형: 이성덕(1912.1.20~1968.7.8) (향년 56세)
  - 여동생: ?
    - 배우자(첫 번째 부인): ?
      - 첫째딸: ?[16]

    - 배우자: 이진옥(1928~2006.10.23) (향년 79세) * 슬하 1남 5녀
      - 삼녀: 이선숙(1954~)
      - 막내아들: 이의현(1960~)[17]
        - 손자: 이믿음
        - 손자: 이상모

## 같이 보기
- 김두한
- 이정재
- 신익희
- 이화룡